# Eddie Bauer
Eddie Bauer ist ein 1920 gegründetes, US-amerikanisches Einzelhandelsunternehmen für Freizeitbekleidung.

## Geschichte
Das Unternehmen wurde 1920 in Seattle von Eddie Bauer (1899–1986), einem Wanderer aus dem Nordwesten der USA, gegründet. Im Jahr 1940 ließ Bauer die erste gesteppte Daunenjacke patentieren. Bauer war 1943 das erste Unternehmen, das von der US-Armee die Erlaubnis erhielt, sein Logo auf Daunen-Bekleidung für die Besatzung  von Kriegsflugzeugen zu verwenden. Während des Zweiten  Weltkriegs lieferte Bauer 50.000 Fluganzüge und 200.000 Daunenschlafsäcke an die US Air Force. Dies führte zu einer großen Nachfrage  unter Air-Force-Soldaten und bereitete den Weg zum ersten Versandhandelskatalog des Unternehmens.  1953 stattete Bauer die Teilnehmer der ersten Besteigung des K2 aus und 1957 die Teilnehmer  der US-Expedition des Südpols.
Bauer ging 1968 in den Ruhestand und verkaufte das Unternehmen an seinen Partner William F. Niemi und dessen Sohn.
Der Lebensmittelhersteller General Mills kaufte das Unternehmen 1971 und der Versandhändler Spiegel Inc. übernahm es 1988 von General Mills. Im Jahr 2003 meldete Spiegel Konkurs an, und im Mai 2005 ging das Unternehmen unter dem Namen Eddie Bauer Holdings, Inc. aus dem Konkurs hervor. Am 17. Juni 2009 meldete Eddie Bauer Konkurs an und wurde im darauffolgenden Monat von Golden Gate Capital übernommen. Im Jahr 2021 wurde das Unternehmen von der Authentic Brands Group und der SPARC Group LLC übernommen.

## Vereinigte Staaten
Der Jahresumsatz beträgt in den Vereinigten Staaten rund eine Milliarde Dollar. Das Unternehmen unterhält dort etwa 370 Ladengeschäfte, weiterer Vertriebsweg ist der seit 1945 betriebene Versandhandel. Im Juni 2009  wurde Gläubigerschutz nach Chapter 11 beantragt.

## Deutschland
Auf dem deutschen Markt ist Eddie Bauer seit 1993 vertreten, von 1995 bis 2008 war die Otto-Gruppe über ihre Tochter Heine Versand am deutschen Firmenableger beteiligt. 2008 übernahm der ehemalige Heine-Vorstandsvorsitzende Werner Schulz alle Anteile. Im Jahr 2007 wurden die bis dahin in Deutschland bestehenden elf Ladengeschäfte (3× Berlin, 2× München, Oberhausen, Münster, Hamburg, Wolfsburg, Kassel, Leipzig) aufgegeben, im stationären Handel ist das Unternehmen seither nur noch durch einen Sonderverkauf am deutschen Hauptsitz in Taufkirchen bei München präsent. Eddie Bauer Deutschland wurde im Jahr 2014 von Eddie Bauer Amerika gekauft.